# Roturier
Roturier è un termine francese utilizzato dal Medioevo fino allo scoppio della Rivoluzione francese per indicare le persone che non fossero nobili.
Roture è un termine generico per designare l'insieme dei roturier, cioè dei "popolani" in quanto classe sociale inferiore. Il termine "roture" è spesso impiegato in senso peggiorativo.

## Etimologia
Roturier viene dalla radice latina ruptarius, «colui che rompe la terra».

## Storia
I roturier erano in origine i servi della gleba. 
Poi, nella Francia dell'Ancien Régime, furono indicati con questo nome i borghesi che vivevano delle loro proprietà e dei loro incarichi, quando ne avevano, e gli artigiani, i lavoratori subordinati, i manovali; in una parola, tutti coloro che non fosseri nobili o ecclesiastici.
I popolani non potevano arrivare, in generale, ai più alti gradi dell'esercito. Solo i popolani che pagavano la taille e le imposte accessorie della "taille" ("taillon", "crue d'aide", ecc.), erano soggetti unicamente alla corvée e alla milizia.
La legge non era sempre la stessa per i nobili e popolani. Per alcuni reati il roturier veniva condannato all'impiccagione, il nobile decapitato.
I "roturier" non potevano uscire dal loro stato ed elevati alla nobiltà se non ottenendo dal Re delle lettres de noblesse (lettere di nobiltà), o con l'acquisizione della nobiltà mediante l'acquisto di cariche pubbliche e uffici che la conferivano. 
La situazione finanziaria di alcuni ricchi borghesi a volte era superiore a quella dei piccoli nobili. 
C'erano delle terre coltivate da "roturier" che potevano anche appartenere a nobili che erano soggette a tassazione
Nell'Ancien régime, le proprietà si ripartivano tra "beni nobiliari" e "beni roturiers" :
- il bene roturier per eccellenza era la Censive, una proprietà fondiaria (che può essere nelle mani di un nobile) che doveva un "cens" (Royalty) al suo "signore" diretto;
- il bene nobiliare per eccellenza era il Feudo; per il suo possesso, anche da un "roturier", era necessario l'atto di fede e di omaggio (promessa di fedeltà al signorotto dominante sotto pena di essere rimosso dalla proprietà) che dava la qualifica di seigneur.

## Attualmente
In passato è stata la regola per i monarchi e gli eredi delle famiglie reali sposarsi con altre famiglie reali, o almeno nobili. Ora tuttavia molti membri delle case reali d'Europa si sposano con dei popolani. Le attuali regine Silvia di Svezia, Sonja di Norvegia, Letizia di Spagna, Máxima dei Paesi Bassi e Mary di Danimarca sono nate popolane come pure i consorti di alcuni principi ereditari come Mette Marit di Norvegia e Daniel di Svezia.
La parola roturier in senso di plebeo è molto più comunemente usata oggi, anche in paesi dove la nobiltà esiste ancora, fatta eccezione per il Regno Unito (commoner).
Il mestiere definito dall'antica etimologia latina ha dato origine in epoca medievale, specialmente nei territori soggetti agli Estensi, ai cognomi di Spaccaterra, Zappaterra.